# トーキョー・ストラット
『トーキョー・ストラット』は、東京スカパラダイスオーケストラの6作目のオリジナル・アルバム。1996年9月2日にEpic/Sony Recordsからリリースされた。

## 概要
- 大森はじめ正式加入後初、Epic/Sony Records在籍時の最後のオリジナル・アルバム。
- 本作はCD EXTRA仕様になっており「トーキョー・ストラット・ムーヴィーズ」と題されたショートムービーが収録。
- 本作からメンバー個人名表記での楽曲制作が復活した。

## 収録曲
編曲：東京スカパラダイスオーケストラ（特記以外）
1. STARLIGHT EXPRESS
  - 作曲：川上つよし
2. YOU DON'T KNOW （WHAT SKA IS）
  - 作曲：川上つよし
  - 1995年12月28日 新宿LIQUIDROOMでのライブ音源。
  - スタジオバージョンは存在しない。
3. SKOAL
  - 作曲：NARGO
4. （I know, someone of you cruisin' on） ROUTE 135
  - 作曲：川上つよし　編曲：東京スカパラダイスオーケストラ&戸田誠司
5. スウィングマン
  - 作曲：北原雅彦
6. あの男に気をつけろ 〜WATCH THAT MAN〜
  - 作曲：寺師徹
7. シムーン
  - 作詞：クリス・モズデル　作曲：細野晴臣
  - イエロー・マジック・オーケストラのカバー
  - ボーカルにヒックスヴィルの真城めぐみが参加。
8. Do You Feel Like Going To DISCO!?
  - 作詞・作曲・ボーカル：冷牟田竜之
9. EXTRA
  - 作曲：ケン・イシイ　編曲：東京スカパラダイスオーケストラ&宮崎泉
  - ケン・イシイのカバー
10. gently 〜時間を追いかけて〜
  - 作曲：沖祐一
11. PARADISE BOOGIE BACK AGAIN
  - 作詞・作曲：谷中敦・NARGO
12. きままな生活
  - 作詞：東京スカパラダイスオーケストラ　作曲：NARGO
13. さて、どうする? WHAT DOES IT TAKE (TO WIN YOUR LOVE)
  - 作詞・作曲：V.Bullock-J.Bristol-H.Fuqua